# Národní řád Québecu
Národní řád Québecu (francouzsky: Ordre national du Québec) je kanadské civilní vyznamenání udílené za zásluhy provincii Québec. Poprvé byl řád udílen v roce 1984 a v následujících letech jej získali například Félix Leclerc (1985), Jean-Paul Riopelle (1988) a Leonard Cohen (2008). Je udílen ve třech kategoriích: vysoký důstojník, důstojník a rytíř.